# 2009年MTV音乐录影带大奖
2009年MTV音乐錄影带大奖（2009 MTV Video Music Awards）的颁奖典礼于2009年9月13日在美国紐約市無線電城音樂廳舉行。喜劇演員羅素·布蘭德（Russell Brand）連兩屆擔任典禮主持人。

## 獎項

### 年度音樂錄影帶
- 碧昂絲 —《Single Ladies (Put a Ring on It)》
- 阿姆 —《We Made You》
- 女神卡卡 —《Poker Face》
- 小甜甜布蘭妮 —《Womanizer》
- 肯伊·威斯特 —《Love Lockdown》

### 最佳男歌手音樂錄影帶
- 阿姆 —《We Made You》
- 傑斯 —《D.O.A. (Death of Auto-Tune)》
- 尼歐 —《Miss Independent》
- T.I. featuring 蕾哈娜 —《Live Your Life》
- 肯伊·威斯特 —《Love Lockdown》

### 最佳女歌手音樂錄影帶
- 碧昂絲 —《Single Ladies (Put a Ring on It)》
- 凱莉·克萊森 —《My Life Would Suck Without You》
- 女神卡卡 —《Poker Face》
- 凱蒂·佩芮 —《Hot N Cold》
- 紅粉佳人 —《So What》
- 泰勒絲 —《You Belong with Me》

### 最佳新人
- 3OH!3 —《Don't Trust Me》
- 德瑞克 —《Best I Ever Had》
- 基德·酷迪（Kid Cudi）—《Day 'n' Nite》
- 女神卡卡 —《Poker Face》
- 亞瑟·羅斯（Asher Roth）—《I Love College》

### 最佳流行音樂錄影帶
- 碧昂絲 —《Single Ladies (Put a Ring on It)》
- 眼鏡蛇星艦（Cobra Starship）featuring 蕾頓·米絲特 —《Good Girls Go Bad》
- 女神卡卡 —《Poker Face》
- 小甜甜布蘭妮 —《Womanizer》
- Wisin & Yandel（英语：Wisin & Yandel） —《Abusadora》

### 最佳搖滾音樂錄影帶
- 酷玩樂團 —《Viva la Vida》
- 打倒男孩 —《I Don't Care》
- 年輕歲月 —《21 Guns》
- 里昂王族（Kings of Leon）—《Use Somebody》
- 帕拉摩爾 —《Decode》

### 最佳嘻哈音樂錄影帶
- 阿姆 —《We Made You》
- 佛羅里達 —《Right Round》
- 傑斯 —《D.O.A. (Death of Auto-Tune)》
- 亞瑟·羅斯 —《I Love College》
- 肯伊·威斯特 —《Love Lockdown》

### 最具突破性音樂錄影帶
- Anjulie（英语：Anjulie） —《Boom》
- 棒棒仙女（Bat for Lashes）—《Daniel》
- 纜椅樂團（Chairlift）—《Evident Utensil》
- 冷戰小子（Cold War Kids）—《I've Seen Enough》
- 俏妞的死亡計程車（Death Cab for Cutie）—《Grapevine Fires》
- 奈爾斯·巴克利（Gnarls Barkley）—《Who's Gonna Save My Soul》
- Major Lazer —《Hold the Line》
- Matt and Kim（英语：Matt and Kim） —《Lessons Learned》
- 露天電影院（Passion Pit）—《The Reeling》
- 耶耶耶樂團（Yeah Yeah Yeahs）—《Heads Will Roll》

### 最佳音樂錄影帶導演獎
- 碧昂絲 —《Single Ladies (Put a Ring on It)》
- 眼鏡蛇星艦 featuring 蕾頓·米絲特 —《Good Girls Go Bad》
- 年輕歲月 —《21 Guns》
- 女神卡卡 —《Paparazzi》
- 小甜甜布蘭妮 —《Circus》

### 最佳音樂錄影帶編舞獎
- 碧昂絲 —《Single Ladies (Put a Ring on It)》
- 席亞拉 (featuring 賈斯汀) —《Love Sex Magic》
- 克莉絲蒂妮亞（Kristinia DeBarge）—《Goodbye》
- A.R. 拉曼與小野貓 (featuring 妮可·舒辛格) —《Jai Ho! (You Are My Destiny)》
- 小甜甜布蘭妮 —《Circus》

### 最具影響力音樂錄影帶
- 碧昂絲 —《Single Ladies (Put a Ring on It)》
- 阿姆 —《We Made You》
- 奈爾斯·巴克利 —《Who's Gonna Save My Soul》
- 女神卡卡 —《Paparazzi》
- 肯伊·威斯特 (featuring Mr Hudson) —《Paranoid》

### 最佳音樂錄影帶藝術指導獎
- 碧昂絲 —《Single Ladies (Put a Ring on It)》
- 酷玩樂團 —《Viva la Vida》
- 奈爾斯·巴克利 —《Who's Gonna Save My Soul》
- 女神卡卡 —《Paparazzi》
- 小甜甜布蘭妮 —《Circus》

### 最佳音樂錄影帶剪輯獎
- 碧昂絲 —《Single Ladies (Put a Ring on It)》
- 酷玩樂團 —《Viva la Vida》
- 麥莉·希拉 —《7 Things》
- 女神卡卡 —《Paparazzi》
- 小甜甜布蘭妮 —《Circus》

### 最佳音樂錄影帶攝影獎
- 碧昂絲 —《Single Ladies (Put a Ring on It)》
- 酷玩樂團 —《Viva la Vida》
- 年輕歲月 —《21 Guns》
- 女神卡卡 —《Paparazzi》
- 小甜甜布蘭妮 —《Circus》

### 最佳遺珠之憾音樂錄影帶
- 野獸男孩 —《Sabotage》
- 碧玉 —《Human Behaviour》
- 德瑞博士 —《Nuthin' but a "G" Thang》
- 幽浮一族 —《Everlong》
- 喬治·麥可 —《Freedom! '90》
- OK Go —《Here It Goes Again》
- 湯姆佩蒂與傷心人（Tom Petty and the Heartbreakers）—《Into the Great Wide Open》
- 電台司令 —《Karma Police》
- David Lee Roth（英语：David Lee Roth） —《California Girls》
- U2 —《Where the Streets Have No Name》

### 百事搖滾樂團音樂錄影帶最佳演出
- Blaq Star —《Shining Star》
- Nerds in Disguise —《My Own Worst Enemy》
- One (Wo)Man Band —《Bad Reputation》
- The Sleezy Treezy —《Here It Goes Again》
- Synopsis —《The Kill》

### 最佳突破紐約市藝人獎
這是與音樂錄影帶大獎相關的八個MTV地方比賽之一。 以下為入圍者：
- MeTalkPretty
- Red Directors
- The Shells（英语：The Shells (band)）

## 頒獎人
- 瑪丹娜
- 贾斯汀·比伯
- 傑克·布萊克
- 傑拉德·巴特勒
- Kristin Cavallari（英语：Kristin Cavallari）
- 艾里珊·钟
- 米蘭達·科斯格羅夫
- 阿姆
- 吉米·法隆（Jimmy Fallon）
- 亞當·布洛迪（Adam Brody）
- 梅根·福克斯
- 羅伯·派汀森
- 克莉絲汀·史都華
- 泰勒·洛特
- 妮莉·費塔朵
- 珍妮佛·羅培茲
- 蕾頓·米絲特
- 崔西·摩根（Tracy Morgan）
- 尼歐
- 柴斯·克勞福
- 凱蒂·佩芮
- 安迪·山伯格（Andy Samberg）
- Gabe Saporta（英语：Gabe Saporta）
- 夏奇拉
- Jamie-Lynn Sigler
- 彼特·溫茲

## 争议
美國創作歌手泰勒絲获得「最佳女歌手音樂錄影帶獎」，但在她发表获奖感言时，饒舌歌手肯伊·威斯特突然冲上舞台、抢过泰勒絲手中的话筒、大叫道：“泰勒絲，我为你感到高兴，我等下会让你把话说完，不过，碧昂絲的音乐錄影带是史上最棒的！史上最棒的！”（Yo Taylor,  I'm really happy for you and I'm 'a let you finish, but Beyoncé had one of the best videos of all time. One of the best videos of all time.），引起观众一片嘘声。此事後在後台，泰勒絲、泰勒絲的母親及碧昂絲因為此事難過痛哭。之後當碧昂絲獲得「年度音樂錄影帶獎」時，她邀請泰勒絲一起上台獲頒這個獎項，以安慰泰勒絲的心情。後來威斯特在推特上向泰勒絲道歉。
此后又传出一段没有放出的CNBC对美国总统奥巴马的采访录像，奥巴马对此事发表了评论，他说他看到泰勒絲得奖时为她感到高兴，不过，“他（威斯特）冲上去干什么？（what's he doing up there?） 他真是一个蠢驴（He's a jackass）”。再次引起哗然。